# Leonhard von Schroetter
Leonhard von Schroetter (* 27. März 1999 in Starnberg) ist ein deutscher Fußballspieler.

## Karriere
Nach seinen Anfängen in der Jugend des SV Raisting, der TuS Geretsried und des SC Fürstenfeldbruck wechselte er im Sommer 2014 in die Jugendabteilung des FC Augsburg. Nach insgesamt 15 Spielen in der B-Junioren-Bundesliga und 35 Spielen in der A-Junioren-Bundesliga, bei denen ihm insgesamt ein Tor gelang, wurde er im Sommer 2018 in den Kader der 2. Mannschaft seines Vereins in der Regionalliga Bayern aufgenommen. Nach 31 Spielen in zwei Spielzeiten wechselte er im Sommer 2020 in die Regionalliga Südwest zum FSV Frankfurt. Dort war er zwei Spielzeiten lang unumstrittener Stammspieler.
Im Sommer 2022 erfolgte sein Wechsel zum Drittligisten FSV Zwickau. Dort kam er auch zu seinem ersten Einsatz im Profibereich, als er am 24. Juli 2022, dem 1. Spieltag, beim 3:2-Heimsieg gegen den Halleschen FC in der 73. Spielminute für Can Coşkun eingewechselt wurde.
Ende September 2023 wechselte er zurück zu seinem ehemaligen Verein FSV Frankfurt in die Regionalliga Südwest.